# گیاه‌پارچ دمبرگی
گیاه‌پارچ دمبرگی (نام علمی: Nepenthes petiolata)، یک گونه از سرده گیاه‌پارچ‌ها و بومی جزیره میندانائو در فیلیپین بوده در ارتفاعات ۱۴۵۰ تا ۱۹۰۰ متر بالاتر از سطح دریا می‌روید.

نام گیاه از لاتین "petiolatus" به معنی دمبرگ گرفته شده است.

گیاه‌پارچ دمبرگی گونه‌نام (المر ۱۳۷۰۵)گیاه‌پارچ دمبرگی گونه‌نام (المر ۱۳۷۰۵)

## دورگه‌های طبیعی
گیاه‌پارچ باله‌دار × گیاه‌پارچ دمبرگی
گیاه‌پارچ دمبرگی × گیاه‌پارچ افراشته
گیاه‌پارچ دمبرگی ممکن است خود از تلاقی بین گیاه‌پارچ باله‌دار و گیاه‌پارچ افراشته تکامل یافته باشد. نمونه‌هایی از دیگر گونه‌های گیاه‌پارچ با منشأ دورگه احتمالی عبارتند از گیاه‌پارچ همیگویتان، گیاه‌پارچ هورلیانا و گیاه‌پارچ ماراد.